# 巴西諾德脂鯉
巴西諾德脂鯉，為輻鰭魚綱脂鯉目脂鯉亞目脂鯉科的其中一個種，分布於南美洲巴西托坎廷斯河流域，體長可達3.4公分，棲息在底中層水域，生活習性不明。